# Tim Pool
Timothy Daniel Pool (Chicago, Estados Unidos, 9 de marzo de 1986) es un periodista, youtuber y activista político conservador estadounidense. Es conocido por transmitir en vivo la protesta Occupy Wall Street en 2011.

## Vida personal
Pool creció en South Side, Chicago en una familia de clase media-baja. Dejó la escuela a los 14 años para educarse en casa a través de un programa de correspondencia.
Pool identifica su ascendencia como coreana, osage, alemana, e irlandesa.

## Carrera
La cobertura de Pool ha sido publicada por varias cadenas, incluyendo NBC, Reuters, Al Jazeera, y Time. Pool fue cubierto por Fast Company y Wired. En 2013, Pool se unió a Vice como productor y presentador de contenido, así como desarrollador de métodos nuevos de reportaje. En 2014,  se unió a Fusion TV como Director de Innovación de Medios de Comunicación y Corresponsal Principal.
Pool es el cofundador de Tagg.ly, una aplicación móvil para colocar marcas de agua en fotos y vídeos para permitir la defensa de derechos de autor por sus usuarios.

### Estilo de reportaje
Pool usa un chat en vivo para responder a preguntas de espectadores mientras reporta. Pool también ha dejado que sus espectadores le digan dónde grabar. Modificó un Parrot AR.Drone para realizar tomas aéreas y modificó software para transmitir en vivo a un sistema llamado DroneStream.
Pool utiliza tecnologías nuevas para cubrir eventos. En 2013,  reportó las Protestas del Parque Gezi en Estambul con Google Glass.

### Occupy Wall Street
Su uso de transmisiones en vivo y drones aéreos durante las protestas Occupy Wall Street incitaron a la publicación de un artículo en The Guardian sobre la vigilancia excesiva. A menudo ha sido amenazado por grabar. En enero de 2012 fue agredido por una persona enmascarada. El vídeo que Pool grabó durante las protestas fue evidencia instrumental en la absolución del fotógrafo Alexander Arbuckle, quién había sido arrestado por la NYPD. El vídeo mostró que el agente de policía que lo arrestó mintió bajo juramento, aunque no se presentaron cargos.

### Incidente en las protestas NONATO
Mientras cubría las protestas NONATO en la Cumbre de Chicago de 2012, Pool y otras cuatro personas fueron detenidos por una docena de agentes de policía de Chicago en vehículos no marcados. El grupo fue sacado del vehículo con pistola en mano, fue interrogado y buscado. La razón oficial dada por la policía fue que el vehículo en el que se encontraban coincidía con una descripción. El grupo fue dejado libre después de aproximadamente 10 minutos.

### Reportaje de inmigración en Suecia
En febrero de 2017, Pool viajó a Suecia para investigar reportes de zonas de riesgo y problemas con refugiados en el país. Él hizo esto independientemente de un reto impuesto por Paul Joseph Watson, escritor de Infowars, quién ofreció pagar gastos de viaje y alojamiento a cualquier reportero que se quedara en los suburbios de migrantes llenos de crimen de Malmö. La policía sueca negó el reporte de Pool en el que decía que la policía lo había escoltado fuera, diciendo que sus rutas eran las mismas por coincidencia, y estando de acuerdo en que habían aconsejado a Pool que dejara el área de Rinkeby.

## Premios
Pool fue nominado como una personalidad Time 100 en 2012. El año siguiente  recibió un Premio Shorty como "Mejor Periodista en Redes Sociales".